# Isla Garip
Isla Garip (en turco: Garip Adasi) es una pequeña isla (de 88 acres o 35,61 hectáreas) en la costa de Dikili en Esmirna, Turquía. Es una de dos pequeñas islas, llamadas islas Garip (en turco: Garip Adaları), en el punto de corte de la bahía Bademli con Dikili. Las dos islas están frente a la isla griega de Lesbos.
En la antigüedad las islas eran conocidas como las Arginusas o Arginussae (en griego antiguo: Ἀργινούσ(σ)αι), siendo el lugar donde se cree se produjo la batalla de Arginusas en el año 406 a. C.
Ofrecida con un título de propiedad individual desde el año 2006, la isla fue vendida a un grupo de inversionistas de Turquía en 2010. No existe todavía ninguna construcción en la isla.